# نویسه فاصله خالی
در برنامه‌نویسی رایانه‌ای، فاصله خالی (به انگلیسی: Whitespace)، یک نویسه (کاراکتر) یا رشته نویسه می‌باشد، که نمایش دهندهٔ فاصلهٔ افقی یا عمودی در نویسه‌نگاری (تایپوگرافی) می‌باشد. ویژگی نویسه فضای خالی آن است که موقعی که (توسط ابزارهای نمایش دهنده مثل واژه پردازها یا مرورگرها) نمایش می‌یابد، این نویسه معادل یک علامت قابل مشاهده نیست، اما معمولاً فضایی را روی صفحه اشغال می‌کند. برای مثال، یک نماد فاصله خالی معمول «ASCII 32» می‌باشد، نمایش‌دهندهٔ یک نویسه نشان‌گذاری جای خالی در متن می‌باشد، و از آن به عنوان تقسیم‌کنندهٔ کلمات در اسناد (به زبان‌های غربی و خاورمیانه‌ای) استفاده می‌شود.

## انواع نویسه فاصله خالی با چند مثال
- نویسه فاصله خالی افقی: به وسیله «کلید فاصله» یا «کلید جهش» می‌تواند تایپ شود؛ اگرچه طول فاصله ممکن است متفاوت باشد.
- نویسه فاصله خالی عمودی: به وسیلهٔ «کلید ورود» می‌تواند نوخط تایپ شود، این نویسه از نظر «کدبندی» در زمینه‌های مختلف، کدهای متفاوتی را دارا می‌باشد، خروجی این نویسه یک «خط جدید» را در برنامه‌های رایانه ای می‌سازد.